# Stefan Reisinger
Stefan Reisinger (* 14. September 1981 in Landshut) ist ein ehemaliger deutscher Fußballspieler und jetziger Fußballtrainer. Er galt als guter Vorbereiter von Torchancen, verfügte als Angreifer neben seiner Schnelligkeit über eine robuste Spielweise und besaß mit dieser Stärke eine große Durchsetzungsfähigkeit vor dem gegnerischen Tor. Als einer von wenigen Fußballprofis ist Stefan Reisinger geprüfter Schiedsrichter. Ab Sommer 2025 wird er Trainer beim Bahlinger SC.

## Karriere als Spieler
Er begann als Kind beim SV Essenbach mit dem Fußballspielen und ging im Anschluss als D-Jugendlicher zur SpVgg Landshut. Als B-Jugendlicher absolvierte er für den TSV 1860 München ein Probespiel.
Im Alter von 18 Jahren erzielte er für Landshut in der Landesliga 23 Tore und wechselte daraufhin zur SpVgg Greuther Fürth, für die er in der zweiten Mannschaft 20 Tore in der Bayernliga erzielte. In seiner zweiten Saison wurde er mit 26 Treffern Bayernliga-Torschützenkönig, wobei ihm trotz einiger Einsätze der Durchbruch in der ersten Mannschaft noch nicht gelang.
Rudi Bommer, damals Trainer beim Wacker Burghausen, gab ihm eine Chance, die Reisinger auch unmittelbar nutzte. In der Saison 2003/04 erzielte er neun Treffer und entwickelte sich in der darauffolgenden Spielzeit mit fünfzehn Toren und vier Vorlagen zum besten Torschützen. Am Ende der Saison wechselte Reisinger zum TSV 1860 München, dessen Anhänger er nach eigenen Angaben seit Kindesalter ist. Reisingers Wechsel war Teil der Strategie des Vereins, verstärkt junge deutsche (bzw. bayerische) Spieler zu fördern. Reisingers Zeit bei den Löwen war jedoch nicht von Erfolg geprägt, so dass er sich nach einem Jahr erneut der SpVgg Greuther Fürth anschloss. Dort war er drei Jahre Stammspieler. In der ersten Saison erzielte er drei Treffer, und in den beiden folgenden gehörte er mit jeweils zwölf Treffern zu den Leistungsträgern.
Zur Saison 2009/10 wechselte Stefan Reisinger ablösefrei zum SC Freiburg. Sein erstes Pflichtspiel bestritt er am 1. August 2009 in der ersten Runde des DFB-Pokals 2009/10 gegen die Sportvereinigung 07 Elversberg, in dem er als Einwechselspieler ein Tor erzielte. In der Bundesliga debütierte er am ersten Spieltag gegen den Hamburger SV. Am neunten Spieltag erzielte er gegen den FC Bayern München sein erstes Tor. Im Februar 2011 verlängerte Stefan Reisinger seinen Vertrag bei den Breisgauern um zwei Jahre bis Juni 2013.
Zur Saison 2012/13 wechselte er zu Fortuna Düsseldorf. Beim Bundesligaaufsteiger unterschrieb er einen Zweijahresvertrag bis zum 30. Juni 2014. In der Winterpause der Saison 2013/14 wechselte er in die 3. Liga zum 1. FC Saarbrücken, der am Ende der Spielzeit in die Regionalliga abstieg.
Vom Klub aus Saarbrücken erhielt Reisinger eine fristlose Kündigung. Das Arbeitsgericht Saarbrücken entschied im November 2014, dass die fristlose Kündigung unwirksam war. Im Profikader wurde er jedoch nicht mehr berücksichtigt, Reisinger spielte die Saison in der Oberliga-Reserve zu Ende.

## Karriere als Trainer

### Anfänge
Zur Saison 2016/17 trainierte er in der Hinrunde die U19-Mannschaft der SpVgg Unterhaching, verließ den Verein jedoch zur Winterpause und schloss sich daraufhin der SV Elversberg als Co-Trainer unter Michael Wiesinger an. Die SV Elversberg wurde zwar Meister der Regionalliga Südwest, scheiterte aber in den anschließenden Aufstiegsspielen an der SpVgg Unterhaching und verpasste damit den Aufstieg in die 3. Liga.

### KFC Uerdingen 05
Reisinger wechselte daraufhin, gemeinsam mit Wiesinger, zur Saison 2017/18 in die viertklassige Regionalliga West zum KFC Uerdingen 05. Nach der Entlassung von Wiesinger im März 2018 behielt Reisinger auch unter dessen Nachfolger Stefan Krämer den Posten als Co-Trainer. Über die Aufstiegsspiele gegen den SV Waldhof Mannheim schafften sie gemeinsam den Aufstieg in die 3. Liga.
Nach der Freistellung von Krämer im Januar 2019 betreute Reisinger die Mannschaft interimsweise und stand bei der 2:3-Auswärtsniederlage gegen den SV Meppen an der Linie. Am 3. Februar 2019 stellte der Verein Norbert Meier als neuen Cheftrainer vor, dem Reisinger fortan assistierte. Auch dem auf Meier folgenden Heiko Vogel assistierte Reisinger von April bis Ende September 2019 und übernahm für diesen nach dessen Entlassung übergangsweise das Amt des Uerdinger Cheftrainers. Da Reisinger nicht über die Fußballlehrer-Lizenz verfügte, durfte er die Mannschaft nicht dauerhaft als Cheftrainer betreuen. Daher wurde mit Daniel Steuernagel ein Fußballlehrer als Cheftrainer verpflichtet, der mit dem „Teamchef“ Reisinger die Mannschaft als Doppelspitze führte.
Auch als Steuernagel im März 2020 durch den zurückgekehrten Stefan Krämer ersetzt wurde, behielt Reisinger den Posten als „Teamchef“. Faktisch war er jedoch Krämers Co-Trainer. Zusätzlich übernahm er die Aufgaben des Teammanagers, die u. a. das Buchen von Hotels und Bussen sowie Lizenzierung, Verbandsangelegenheiten und Passwesen umfasste. Ab Mai 2020 wollte Reisinger an der Hennes-Weisweiler-Akademie in Köln am Lehrgang zum Fußballlehrer teilnehmen, setzte diesen Plan aber nicht um.
Vor der Saison 2020/21 wurde der Vertrag von Reisinger als Co-Trainer und Teammanager verlängert. Mitte April 2021 trennte sich der Verein von Krämer, woraufhin Reisinger die Mannschaft, die nach dem 31. Spieltag mit einem Punkt Rückstand auf einen Nicht-Abstiegsplatz auf dem 17. Platz stand, als Interimstrainer übernahm. Der DFB stellte daraufhin klar, dass Reisinger diesen Posten wegen der fehlenden Fußballlehrer-Lizenz nur für 15 Werktage ausüben dürfe. Nach drei Spielen (ein Sieg, zwei Niederlagen) wurde ab Anfang Mai 2021 Jürgen Press neuer Cheftrainer, während Reisinger erneut „Teamchef“ wurde. Als Duo trugen Press und Reisinger gemeinsam die Verantwortung für die Mannschaft. Das Duo holte in vier Spielen fünf Punkte und konnte somit am letzten Spieltag auf dem 16. Platz den sportlichen Klassenerhalt erreichen. Jedoch konnte der KFC aufgrund finanzieller Schwierigkeiten nicht mehr für die 3. Liga melden. Für die Fußball GmbH gab es daher keine positive Fortführungsprognose mehr, sodass der von den Insolvenzgläubigern beschlossene Insolvenzplan nicht mehr durchführbar war. Daraufhin wurde die GmbH liquidiert.

### TSV 1860 München
Zur Saison 2022/23 wurde Reisinger beim Drittligisten TSV 1860 München Co-Trainer von Michael Köllner.
Am 16. Januar 2023 begann Stefan Reisinger seine Ausbildung zum Fußball-Lehrer.
Ende Januar 2023 trennte sich der Verein von Köllner. Übergangsweise übernahm der Sport-Geschäftsführer Günther Gorenzel die Mannschaft in einer Doppelfunktion und wurde dabei von Reisinger unterstützt. Anschließend wurde Maurizio Jacobacci neuer Cheftrainer.
Am 5. Dezember 2023 wurde er gemeinsam mit Maurizio Jacobacci freigestellt.

### Hallescher FC
Ende Februar 2024 erhielt Reisinger die Pro Lizenz. Anfang April 2024 wurde er als Nachfolger von Sreto Ristić Cheftrainer des Halleschen FC. Der HFC stand nach dem 31. Spieltag der Saison 2023/24 mit 32 Punkten auf dem 17. Platz der 3. Liga und hatte zwei Punkte Rückstand auf einen Nicht-Abstiegsplatz. Nach 7 Punkten aus den ersten 6 Spielen stand am vorletzten Spieltag der Abstieg in die Regionalliga Nordost fest. Am 22. Mai 2024 gaben der Verein und Reisinger die Trennung zum Saisonende bekannt, letztmals betreute Reisinger die Mannschaft im Finale um den Sachsen-Anhalt-Pokal, welches der HFC mit 4:2 n. V. für sich entscheiden konnte.

### Bahlinger SC
Im März 2025 gab Regionalligist Bahlinger SC bekannt, dass Reisinger ab Sommer 2025 Nachfolger von Dennis Bührer wird. Der Vertrag gilt Ligaunabhängig.

## Sonstiges
Reisinger absolvierte eine Lehre zum Bankkaufmann, studierte anschließend BWL und wurde zum Schiedsrichter ausgebildet.
Von Februar bis Juni 2022 arbeitete er als Lehrer für Wirtschaft und Sport an der kirchlichen Realschule in Oberroning.